# Ansigtet lyver I
Ansigtet lyver I er en dansk stumfilm fra 1917, der er instrueret af Alexander Christian efter manuskript af Valdemar Andersen og Robert Hansen.

## Handling
Denne artikel mangler et handlingsreferat. Hjælp os med at skrive det.

## Medvirkende
- Gunnar Sommerfeldt - Dr. Arlington, kriminalist
- Alma Hinding - Mary Braddon, senere Mary Arlington
- Hugo Bruun - Little, Arlingtons tjener
- Kai Lind - Tom og Jim Hooker, tvillingebrødre
- Aage Lorentzen